# Opisotretus kraepelini
Opisotretus kraepelini är en mångfotingart som beskrevs av Carl Graf Attems 1907. Opisotretus kraepelini ingår i släktet Opisotretus och familjen Opisotretidae. Inga underarter finns listade i Catalogue of Life.